# Ćurlovac
Ćurlovac is een plaats in de gemeente Veliko Trojstvo in de Kroatische provincie Bjelovar-Bilogora. De plaats telt 274 inwoners (2001).